# CFTA Cargo
Die CFTA Cargo SA (ab 2006: SAS) war eine im Güterverkehr tätige französische Bahngesellschaft des Connex-/Veolia-Konzerns. Das Unternehmen beförderte im Juni 2005 auf dem staatlichen französischen Bahnnetz den ersten Güterzug in direkter Konkurrenz zum bisherigen Monopolisten SNCF. Anschließend nahm CFTA Cargo weitere derartige Transporte auf. Ende 2006 wurden die überregionalen Tätigkeiten der CFTA Cargo durch die Veolia Cargo France SAS übernommen und Ende 2009 die verbliebenen CFTA-Cargo-Aktivitäten in ein anderes Unternehmen, Europorte Proximité, überführt.

## Firmengeschichte
Seit den 1980er-Jahren erweiterte die Compagnie Générale des Eaux (CGE) ihre Aktivitäten auch auf Transportdienstleistungen. So erwarb deren Tochterfirma  Compagnie générale d'entreprises automobile (CGEA) verschiedene Beteiligungen im ÖPNV-Sektor, darunter 1989 92 % der Anteile an der Chemins de fer et transport automobile (CFTA). Mit dem u. a. durch das erste Eisenbahnpaket konkret bevorstehenden öffentlichen Zugang zum staatlichen französischen Schienennetz der damaligen RFF expandierte die seit 1999 als Connex auftretende CGEA auch im Bereich des Schienengüterverkehrs.
Am 16. Dezember 2002 wurde dazu in Nanterre ein zunächst als CXT 3 SA bezeichnetes Unternehmen gegründet und am 20. Dezember 2002 in das Registre du commerce et des sociétés (RCS) eingetragen. An der neuen Firma hielt die CGEA Connex SA zunächst 3694 der 3700 Stammaktien. Je eine weitere Aktie mit Stimmrecht wurde an verschiedene CGEA-Tochterfirmen, darunter die CFTA, sowie den Vorsitzenden des Conseil d'administration (CA; eine Art Board of Directors) vergeben. Zum 20. Februar 2003 wurde das Unternehmen in CFTA Cargo umbenannt und im ersten Halbjahr 2003 erhielt die CFTA die bisher durch die CGEA Connex gehaltenen Anteile an CFTA Cargo.
Anschließend übernahm die CFTA Cargo auf Basis eines am 17. Juli 2003 geschlossenen und am 1. August 2003 im RCS registrierten Vertrags die Güterverkehrssparte der CFTA samt Personal, Verträgen, Immobilien und Material. Der Geschäftsbetrieb dieser CFTA-Abteilung umfasste zu diesem Zeitpunkt im Wesentlichen mit ein- bis fünfjähriger Laufzeit vergebene Auftragsleistungen für die SNCF im Réseau du Nivernais um Nevers, Étoile de Gray um Gray und Châtillon-sur-Seine, Étoile de Sezanne um Sézanne sowie im Raum Vaires-sur-Marne. Nicht an CFTA Cargo übergeben wurden ähnliche Leistungen in der Bretagne, die aufgrund ihrer engen organisatorischen Verknüpfung mit dem dort erbrachten SPNV im Stammunternehmen CFTA verblieben.
Seit 15. März 2003 besteht für internationale Gütertransporte freier Netzzugang zum staatlichen französischen Bahnnetz. Die dafür nötige Lizenz als eigenständiges Eisenbahnverkehrsunternehmen (EVU) erhielt die CFTA Cargo am 9. Juli 2004 und das zugehörige Sicherheitszertifikat am 29. September 2004. Am 13. Juni 2005 beförderte die CFTA Cargo daraufhin Frankreichs ersten Güterzug in direkter Konkurrenz zur SNCF. Es handelte sich dabei um einen Ganzzug mit gebranntem Kalk, den CFTA Cargo von Dugny-sur-Meuse nach Bouzonville brachte und dort für den Weitertransport zum Ziel Dillingen/Saar an die deutsche Connex Cargo Logistics GmbH übergab. Die Fahrt wurde von Protesten mehrerer Gewerkschaften begleitet, die Arbeitsplätze bei der SNCF gefährdet sahen. Für die Lhoist-Gruppe beförderten CFTA Cargo und Connex Cargo Logistics fortan regelmäßig Kalk von Dugny-sur-Meuse zur Dillinger Hütte sowie von Sorcy-Saint-Martin zum Saarstahl-Standort Völklingen. Ab 10. Oktober 2005 folgten Papiertransporte aus Golbey nach Offenburg.
Zum 31. März 2006 wurde der Zugang zum französischen Bahnnetz auch für Binnentransporte geöffnet. Die CFTA Cargo führte am 3. Juli 2006 den ersten Güterzug im nationalen Verkehr in Konkurrenz zur SNCF, einen Ganzzug mit Glasflaschen von Gironcourt-sur-Vraine zur Brauerei Kronenbourg nach Obernai.
Die Rechtsform der CFTA Cargo wurde zum 24. Februar 2006 in eine Société par actions simplifiée (SAS) geändert. Die CGEA Connex hatte inzwischen 2005 den Namen Veolia Transport angenommen. Am 31. Mai 2005 wurde die Veolia Cargo France SAS gegründet, die am 13. Februar 2006 die Zulassung als EVU und am 27. November 2006 das Sicherheitszertifikat erhielt. Anschließend übernahm Veolia Cargo die in Konkurrenz zur SNCF geführten Güterverkehrsleistungen der CFTA Cargo in eigener Regie. Bei der CFTA Cargo verblieben die regionalen, überwiegend im Auftrag der SNCF erbrachten Leistungen. Die SNCF verlängerte auslaufende Verträge ab 2005 jedoch nicht, so dass Anfang 2008 für die SNCF lediglich Fahrten auf der Strecke Nuits-sous-Ravières–Châtillon-sur-Seine verblieben waren. Stattdessen übernahm CFTA Cargo vereinzelt Rangierdienste für größere Anschlussbahnen.
Im Jahr 2009 verkaufte Veolia seine im Schienengüterverkehr tätigen Unternehmen. Während die Firmen außerhalb Frankreichs an die SNCF gingen, wurden die französischen Gesellschaften durch die Groupe Eurotunnel übernommen. Der Übernahmeprozess begann am 2. September und wurde am 1. Dezember 2009 formal abgeschlossen. Die CFTA Cargo SAS wurde mit Registereintrag vom 23. Dezember 2009 in die Europorte Proximité SAS mit Sitz in Lille umfirmiert.